# ولانگولا
ولانگولا (به لاتین: Wellangolla) یک منطقهٔ مسکونی در سری‌لانکا است که در استان مرکزی (سری‌لانکا) واقع شده‌است.